# 2001 OM109
2001 OM109, também escrito como 2001 OM109, é um corpo celeste que está localizado no disco disperso, uma região do Sistema Solar. O mesmo possui uma magnitude absoluta de 7,9 e tem um diâmetro com cerca de 116 km.

## Descoberta
2001 OM109 foi descoberto no dia 26 de julho de 2001 pelos astrônomos J.-M. Petit, J. J. Kavelaars, M. J. Holman, e B. Gladman.

## Órbita
A órbita de 2001 OM109 tem uma excentricidade de 0,494 e possui um semieixo maior de 68,210 UA. O seu periélio leva o mesmo a uma distância de 34,536 UA em relação ao Sol e seu afélio a 102 UA.